# Ipeľ
Der Ipeľ (slowakisch) bzw. Ipoly (ungarisch; deutsch Eipel) ist ein 232,5 km langer linker Nebenfluss der Donau.
Er entspringt in der Slowakei im Slowakischen Erzgebirge (genauer im Unterteil Volovské vrchy) in der Mittelslowakei in etwa 1000 m Höhe in den Bergen südlich von Brezno und östlich der mittelslowakischen Hauptstadt Banská Bystrica, in der Nähe von Lom nad Rimavicou.
Der Ipeľ hat einen relativ steilen, abwechslungsreichen Oberlauf mit zwei markanten Richtungswechseln, der zweite erfolgt beim Städtchen Poltár. Oberhalb der Gemeinde Málinec ist der Fluss im gleichnamigen Stausee aufgestaut. Ab Lučenec begleiten ihn die Hügel- und Bergketten der Juhoslovenská kotlina, die abwechselnd mit dem Fluss den kurvigen Verlauf der heutigen Staatsgrenze zu Ungarn bilden.
Hier durchfließt der Fluss das Donauhügelland, wie auch sein benachbarter Fluss Hron.
Die letzten 140 km bilden einen Teil der Grenze zwischen der Slowakei und Ungarn (mit einer Ausnahme bei Šahy, wo der Fluss auf 30 km vollständig in der Slowakei fließt). Auf den letzten 20 Kilometern umrundet der Ipeľ in einem linken Halbkreis die Börzsöny-Berge, bevor er beim Donauknie von Szob zwischen Esztergom und Vác von Norden (linksseitig) bei Chľaba in den längsten Strom Mitteleuropas mündet.
Die größeren Orte am Unterlauf sind (stromabwärts) Szécsény und Balassagyarmat (beide Ungarn) und Šahy auf slowakischer Seite.
In der Vergangenheit gab es im Abschnitt zwischen Ipolytarnóc und der Mündung bei Chľaba/Szob 47 Brücken jeglicher Art über den Fluss. Fast alle wurden im Zweiten Weltkrieg beschädigt oder zerstört. Gegen 2004 gab es auf diesem Abschnitt 12 Brücken, davon nur vier an der Staatsgrenze. Die bedeutendsten sind die Eisenbahnbrücke der Bahnstrecke Bratislava–Budapest, die Straßenbrücke in Šahy auf der Straße 1. Ordnung 66 (E 77) sowie die Straßenbrücke zwischen Slovenské Ďarmoty und Balassagyarmat. An einigen Stellen, mehrheitlich an den ehemaligen Brücken befinden sich heute Fußgängerbrücken.

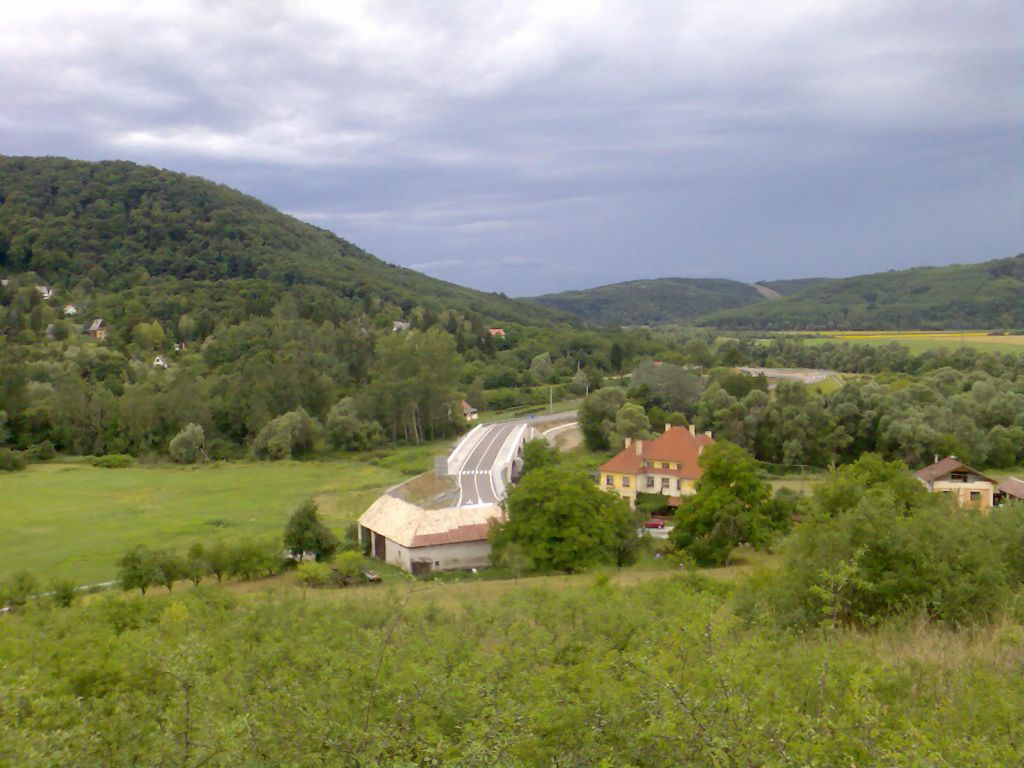
Neue Brücke zwischen Rároš und Ráróspuszta.

Nach dem EU-Beitritt beider Anrainerstaaten im Jahr 2004 sind am Grenzabschnitt neue Brücken entstanden, dazu gehört eine zwischen Rároš und Ráróspuszta (eröffnet im Dezember 2011) sowie eine zweite Brücke zwischen Peťov und Pösténypuszta.
Erstmals schriftlich erwähnt wird die Ipel 1135 (Ipul). Der Name könnte vom germanischen Verb *hneip- für 'sich biegen' abstammen oder mit dem idg. Wurzel *leib für gießen verwandt sein.